# 日テレ黄金週間
日テレ黄金週間（にっテレおうごんしゅうかん）は、日本テレビが毎年ゴールデンウィークに開催していたイベント。会場は東京・汐留の日テレプラザ（日本テレビ敷地内）。2005年から2014年まで開催された。

## 概説
2003年夏に日本テレビが開局以来50年間本社所在地としていた千代田区麹町から港区汐留に本社を移転。2004年夏に汐留移転後初の参加型イベント『日テレジャンボリー』を開催、大盛況のうちに終了。夏のイベントに続き翌2005年にはゴールデンウィークのイベントとして『SHIODOME 黄金週間ざ〜んす』を4月29日から5月5日までの7日間にわたって開催。これを最初として以後は毎年恒例となり『日テレ黄金週間』となったのは、2009年からである。
夏イベントと同様に、本イベントでも日テレの人気番組のブース・グッズ販売店・飲食店・スタンプラリー・ステージイベントなどが開かれるほか、劇場公開映画の試写会も行われる。入場は無料だが、試写会は事前応募が必要。
なお、2015年には開催されなかったため、2014年で事実上終了となったものとみられる。

## タイトルの変遷・開催期間
| 年     | タイトル                           | 開催期間         | 備考                                                                       |
| ------ | ---------------------------------- | ---------------- | -------------------------------------------------------------------------- |
| 2005年 | SHIODOME 黄金週間ざ〜んす          | 不明             |                                                                            |
| 2006年 | SHIODOME 黄金週間ざ〜んす          | 不明             |                                                                            |
| 2007年 | GO!SHIODOME黄金週間                | 不明             | タイトルを『GO!SHIODOME黄金週間』と改題                                    |
| 2008年 | GO!SHIODOME黄金週間                | 不明             |                                                                            |
| 2009年 | 日テレ黄金週間 たからものをさがせ! | 4月29日 - 5月6日 | 基本タイトルを『日テレ黄金週間』と再改題                                   |
| 2010年 | あそぼう!日テレ黄金週間            | 4月29日 - 5月5日 |                                                                            |
| 2011年 | 日テレ黄金週間 パイレーツの大冒険  | 4月29日 - 5月5日 | 映画『パイレーツ・オブ・カリビアン/生命の泉』公開記念 東日本大震災復興支援 |
| 2012年 | 日テレ黄金週間                     | 4月28日 - 5月6日 |                                                                            |
| 2013年 | Go!Next 60 0テレ 黄金週間          | 4月27日 - 5月6日 | 日本テレビ開局60周年記念                                                   |
| 2014年 | 日テレ黄金週間×7daysチャレンジTV   | 4月29日 - 5月6日 | 『7daysチャレンジTV 一緒に、未来貢献。』と連動                             |

## テーマソング
- 2010年 - BENI「ユラユラ」

ほか

## 主なイベント
2010年
- 2F マイスタ広場
  - マイスタ見学ツアー

- 2F ロビー
  - アリス・イン・ワンダーランド フォトロケーション

- 1F 大屋根広場
  - トイ・ストーリー3キックボウリング&フォトスポット
  - 亀田製菓・ご当地限定柿の種ダーツdeゲット

- 1F テレビバ
  - カプコン最新ゲーム体験ブース

- B2F ゼロスタ広場
  - ふわふわチャーミン

ほか
2011年
- 1F 大屋根広場
  - パイレーツ・オブ・カリビアン黒ひげゲーム
  - 君もパイレーツだ!フォトスポット

- 1F テレビバ
  - パイレーツ・オブ・カリビアン/生命の泉世界展

- 2F ロビー
  - 無印良品紙とレゴ®ブロックであそぶ体験教室（良品計画提供）
  - ZIP!・ヒルナンデス! サイコロチャレンジ
  - ママモコモあそびとまなびの広場

- 2F ホワイエ
  - バンダイナムコゲームス体験コーナー

- 2F 日テレホール
  - 日テレ黄金週間試写会（後述）

- 2F 日テレホールABC
  - スッキリ!!×SUUMOカウンター ハウジングフェア

2012年
- 1F 大屋根広場
  - アメイジング・スパイダーマンジャンピングブース!
  - 辛ラーメンうまからっ!チャレンジ（農心提供）
  - JINROボトルゲット
  - バナナの王様「甘熟王」サンプリング（スミフル提供）

- 1F テレビバ
  - バンダイナムコゲームス 汐留ゲームパーク

- 2F
  - 無印良品"ハギレを使ったオリジナルマイバッグ作り"教室
  - カフェ・スカンジナビアsupported byエレクトロラックス
  - ママモコモてれびランド

- 2F 日テレホール
  - 日テレ黄金週間試写会（後述）

- B2F
  - スペシャル番組ドキドキ!巨大ルーレットボウリング

2013年
- 1F 大屋根広場
  - アイアンマン3スタンプ&謎解きゲーム
  - ボンカーリング（大塚食品提供）

- 1F テレビバ
  - SHIODOMEゲームセンター presented by SEGA

- 2F
  - 超!バーチャルかつお獲り!（ミツカン提供）
  - ハッピーターン ハッピーパウダーを運べ!（亀田製菓提供）

- 2F 日テレホール
  - 日テレ黄金週間試写会（後述）

- B2F
  - スッキリ!! 秘密のパン屋さん祭

2014年
- 1F 大屋根広場
  - キャプテン・アメリカ/ウィンター・ソルジャー
    - フリスビーゲーム
    - 「アベンジャーズ」フォトスポット

  - 亀田製菓のわくわく積み木ゲーム

- 2F
  - ゲームパンサー!ゲームランド PS4をゲットせよ!
  - 豊天商店美豚ファッション疑似体験

- 2F 日テレホール
  - 初夏の新作映画試写会（後述）

- B2F
  - 7daysチャレンジTV

## 試写会上映作品
2009年
- ハリー・ポッターと謎のプリンス

ほか
2010年
- 書道ガールズ!! わたしたちの甲子園
- 9 〜9番目の奇妙な人形〜
- グリーン・ゾーン
- パーマネント野ばら
- パリより愛をこめて ※R-15指定

2011年
- パイレーツ・オブ・カリビアンシリーズ3作品
  - パイレーツ・オブ・カリビアン/呪われた海賊たち
  - パイレーツ・オブ・カリビアン/デッドマンズ・チェスト
  - パイレーツ・オブ・カリビアン/ワールド・エンド

- 君に届け
- アジャストメント
- ANOTHER GANTZ
- パラダイス・キス

2012年
- 宇宙兄弟
- 虹色ほたる 〜永遠の夏休み〜
- 一枚のめぐり逢い
- 幸せへのキセキ
- ファミリー・ツリー

2013年
- 体脂肪計タニタの社員食堂
- 奇跡のリンゴ
- くちづけ
- L.A. ギャング ストーリー ※R-15+指定
- イノセント・ガーデン ※PG-12指定

2014年
- ポリス・ストーリー/レジェンド
- ラストベガス
- 青天の霹靂
- MONSTERZ
- オールド・ボーイ ※R-15指定
- グランド・ブダペスト・ホテル
- マンデラ 自由への長い道
- オー!ファーザー
- ポンペイ

## 日テレ系黄金週間SP
『日テレ黄金週間』会期中、日本テレビ系列のゴールデンタイムにおける特別番組には「日テレ系黄金週間SP」の冠をつけて放送された。対象となった番組には、以下のものがある。
2012年
- 5月2日 - 大人気店で史上初のドッキリ ありえない商品 売れる!?売れない!?
- 5月3日 - 完コピ!!名曲ダンスNo.1決定戦
- 5月4日 - 緊急放送!芸能★BANG+ゴールデン離婚占い借金…ニュースの主役VS最強記者軍団
- 5月5日 - 欽ちゃん&香取慎吾の第88回全日本仮装大賞

2013年
- 4月28日 - 行列のできる法律相談所 さんまVS怒れる美女軍団SP
- 4月29日 - 欽ちゃん＆香取慎吾の第90回全日本仮装大賞
- 4月30日 - 踊る踊る!さんま御殿!!新婚再婚VSバツアリ!!最強オンナ大激突!SP
- 5月1日 - 1億人の大質問!?笑ってコラえて!2時間スペシャル
- 5月2日 - 出直し!太田光の私が総理大臣になったら…秘書田中。
- 5月3日
  - 格差恋愛バラエティー ラブぎゃっぷる
  - 金曜ロードSHOW!特別エンターテインメント 池上彰くんに教えたいニュース

- 5月4日 - ナカイの窓芸能人100人集結!年収&恋愛&私生活一斉調査SP
- 5月6日 - Dramatic Game 1844「巨人×阪神」

2014年
この年は『7daysチャレンジTV 一緒に、未来貢献。』との連動となったため、「日テレ系黄金週間SP」のタイトルはつかなかった。なお、同キャンペーンの一環として、レギュラー番組以外では以下の3番組が放送された。
- 5月3日 - お迎えなんてまだ早い!最強ご長寿グランプリ2014
- 5月6日
  - 夢見るスーパーキッズ応援スペシャル
  - 世界を変えるテレビ